# Hydnangiaceae
Hydnangiaceae es una familia de hongos del orden Agaricales. Ampliamente distribuida en regiones templadas y tropicales de todo el mundo, la familia contiene alrededor de 30 especies en cuatro géneros. Las especies de Hydnangiaceae forman relaciones ectomicorrícicas con varias especies de árboles en bosques de coníferas y caducifolios.

## Descripción
Pueden tener cuerpos fructíferos con estípites y sombreros (pileatos -estipiados), o gasteroides (con producción interna de esporas, como bejines). Cuando tiene pelo, el sombrero es de suave a escamoso, a veces estriado, típicamente de color marrón anaranjado o violeta. Las branquias están muy espaciadas, gruesas y cerosas. En formas de gasteroides, la forma del cuerpo fructífero es irregular, con paredes delgadas. Además, el peridio (la capa exterior del órgano portador de esporas) a veces es de corta duración (evanescente). La columela (la parte central estéril del esporangio) puede estar ausente o presente, el himenio no está gelatinizado y se forma en lóculos. Los basidios tienen forma de maza (clavados), con dos o cuatro esterigmas , a veces acompañados de queilocistidios (cistidios en los bordes de las branquias).
Los géneros de Hydnangiaceae tienen una amplia distribución tanto en zonas templadas como tropicales. Las especies de Hydnangiaceae son ectomicorrícicas, forman relaciones simbióticas con varias especies de plantas y tienen un papel importante en los ecosistemas forestales.

## Taxonomía
Contiene los siguientes géneros:
- Hydnangium
- Laccaria
- Maccagnia
- Podohydnangium